# László Lékai
László Lékai (Zalalövő, 12 marzo 1910 – Esztergom, 30 giugno 1986) è stato un cardinale e arcivescovo cattolico ungherese.

## Biografia
Nacque a Zalalövő il 12 marzo 1910.
Papa Paolo VI lo elevò al rango di cardinale nel concistoro del 24 maggio 1976.
Partecipò ai due conclavi del 1978 che elessero Giovanni Paolo I e Giovanni Paolo II.
Morì il 30 giugno 1986 a Esztergom (Ungheria) all'età di 76 anni.

## Genealogia episcopale e successione apostolica
La genealogia episcopale è:
- Cardinale Scipione Rebiba
- Cardinale Giulio Antonio Santori
- Cardinale Girolamo Bernerio, O.P.
- Vescovo Claudio Rangoni
- Arcivescovo Wawrzyniec Gembicki
- Arcivescovo Jan Wężyk
- Vescovo Piotr Gembicki
- Vescovo Jan Gembicki
- Vescovo Bonawentura Madaliński
- Vescovo Jan Małachowski
- Arcivescovo Stanisław Szembek
- Vescovo Felicjan Konstanty Szaniawski
- Vescovo Andrzej Stanisław Załuski
- Arcivescovo Adam Ignacy Komorowski
- Arcivescovo Władysław Aleksander Łubieński
- Vescovo Andrzej Stanisław Młodziejowski
- Arcivescovo Kasper Kazimierz Cieciszowski
- Vescovo Franciszek Borgiasz Mackiewicz
- Vescovo Michał Piwnicki
- Arcivescovo Ignacy Ludwik Pawłowski
- Arcivescovo Kazimierz Roch Dmochowski
- Arcivescovo Wacław Żyliński
- Vescovo Aleksander Kazimierz Bereśniewicz
- Arcivescovo Szymon Marcin Kozłowski
- Vescovo Mečislovas Leonardas Paliulionis
- Arcivescovo Bolesław Hieronim Kłopotowski
- Arcivescovo Jerzy Józef Elizeusz Szembek
- Vescovo Stanisław Kazimierz Zdzitowiecki
- Cardinale Aleksander Kakowski
- Papa Pio XI
- Cardinale Jusztinián Serédi, O.S.B.
- Arcivescovo Endre Hamvas
- Arcivescovo József Ijjas
- Cardinale László Lékai

La successione apostolica è:
- Vescovo László Tóth (1976)
- Cardinale László Paskai, O.F.M. (1978)
- Vescovo Ferenc Rosta (1978)
- Vescovo István Bagi (1979)
- Vescovo Izidor István Marosi (1979)
- Vescovo Gyula Szakos (1979)
- Vescovo Gellért Belon (1982)
- Vescovo György Póka (1982)
- Arcivescovo József Szendi (1982)